# Maksim Medvedev
Maksim Borisoviç Medvedev (russisch Максим Борисович Медведев, aserbaidschanisch Maksim Boris oğlu Medvedev; * 29. September 1989 in Baku) ist ein aserbaidschanischer Fußballspieler.

## Karriere

### Vereine
Aus der Jugendabteilung von Qarabağ Ağdam hervorgegangen, spielt Medvedev seit der Saison 2006/07 für die erste Mannschaft des Vereins in der Premyer Liqası, der höchsten Spielklasse im aserbaidschanischen Fußball. Seine erste Saison im Seniorenbereich schloss er mit seiner Mannschaft als Achter von 13 teilnehmenden Mannschaften ab, die Folgesaison als Fünfter von 14 Mannschaften. Seine über Jahre hinweg bestehende Zugehörigkeit sollte sich mit seiner ersten Meisterschaft am Saisonende 2013/14 in sportlicher Hinsicht auszahlen. Von 2014 bis 2020 gewann er mit seinem Verein die Meisterschaft siebenmal in Folge. Nach der Vizemeisterschaft in der Saison 2020/21  konnte er 2021/22 mit Ağdam erneut die Meisterschaft feiern. Ferner gewann er im Zeitraum von 2009 bis 2022 fünfmal den nationalen Vereinspokal, davon dreimal in Folge.
Auf europäischer Vereinsebene kam er in den Qualifikationsspielen und den eigentlichen Wettbewerben in zahlreichen Spielen zum Einsatz; in der Conference League (Q = 5, W = 8), Europa League (Q = 36, W = 30), sowie Champions League (Q = 33, W = 6). In der UEFA Europa Conference League 2021/22 überwand er mit seiner Mannschaft zum bisher ersten Mal die Gruppenphase eines europäischen Wettbewerbs; als Zweitplatzierter der Gruppe H erreichte er mit seiner Mannschaft die Zwischenrunde. Die in Hin- und Rückspiel ausgetragene Begegnung gegen den Dritten der Gruppe E der Europa League, Olympique Marseille, wurde mit 1:3 und 0:3 verloren.

### Nationalmannschaft
Medvedev bestritt sechs Länderspiele für die U21-Nationalmannschaft. Sein Debüt gab er am 14. Oktober 2007 in Toftir bei der 0:1-Niederlage gegen die U21-Nationalmannschaft Färöers im Rahmen der Qualifikation zur U-21-Europameisterschaft 2009; in vier weiteren Qualifikationsspielen wurde er ebenfalls eingesetzt.
Für die A-Nationalmannschaft spielte er das erste Mal am 10. Oktober 2009 im Rheinpark Stadion Vaduz beim 2:0-Sieg über die A-Nationalmannschaft Liechtensteins im vorletzten Spiel der Qualifikation für die Weltmeisterschaft 2010 in Südafrika. Es war das erste von bislang 22 WM-Qualifikationsspielen; ferner kam er in bislang 13 EM-Qualifikations- und ebenso vielen Nations-League-Spielen zum Einsatz sowie in 33 Freundschaftsspielen. Sein erstes Tor im Nationaltrikot war zugleich der 1:0-Siegtreffer über die A-Nationalmannschaft Norwegens im zweiten Spiel der WM-Qualifikation 2018 am 8. Oktober 2016 in Baku. Mit derzeit 81 Länderspielen ist er Aserbaidschans Spieler mit den zweitmeisten Einsätzen hinter Rekordspieler Raschad Sadigow mit 112 Einsätzen.

## Erfolge
- Aserbaidschanische Meister: 2014, 2015, 2016, 2017, 2018, 2019, 2020, 2022
- Aserbaidschanischer Pokalsieger: 2009, 2015, 2016, 2017, 2022